# Der Herr der Liebe
Der Herr der Liebe è un film muto del 1919 diretto in Germania da Fritz Lang.
È il suo secondo film muto dopo Halbblut. Fritz Lang vi recitava anche come attore.
Il film è ora considerato perduto.

## Trama
Esistono scarse informazioni su questo dramma, una tragica storia d'amore. Disescu Vasile è ossessionato dalla passione del gioco e dall'amore per Yvette. Entrambe queste passioni lo porteranno alla rovina.

## Produzione
Il film fu prodotto da Helios-Film di Berlino. Produttori: Erich Pommer e Erwin Rosner. La sceneggiatura non è di Lang, come nel primo film, ma di Oscar Koffler. La prima del film ebbe luogo nel settembre 1919.

## Accoglienza
Il film fu ben accolto dalla stampa. Il Kinematograph lodò il fatto che trasgrediva le convenzioni della commedia dell'epoca.

## Temi
«I personaggi di femme fatale che vi dominano, erano divenuti negli anni Venti facili cliché dietro cui trovava espressione la paura maschile per la crescente emancipazione della donna, ma nei film di Lang esse torneranno quale costante profonda: da La vendetta di Crimilde (1924) ai film girati negli Stati Uniti La donna del ritratto (1944) o La strada scarlatta (1945)» (Francesco Bono).